# Pleașeva, Radîvîliv
Pleașeva (în ucraineană Пляшева) este localitatea de reședință a comunei Pleașeva din raionul Radîvîliv, regiunea Rivne, Ucraina.

## Demografie
Componența lingvistică a localității Pleașeva
     Ucraineană (99,57%)
     Alte limbi (0,43%)
Conform recensământului din 2001, majoritatea populației localității Pleașeva era vorbitoare de ucraineană (99,57%), existând în minoritate și vorbitori de alte limbi.